# Яйцеголовый (Marvel Comics)
Яйцеголовый (англ. Egghead), настоящее имя Элайас Старр (англ. Elihas Starr) — суперзлодей американских комиксов Marvel Comics, наиболее известный как враг Хэнка Пима и Мстителей.
Старр был одарённым учёным-атомщиком, который работал на правительство США и был уволен за шпионаж. Затем он решил использовать свой гениальный интеллект для собственного обогащения и власти и стал преступником. Своё прозвище Старр получил из-за уникальной формы головы, напоминающей яйцо.
С момента своего первого появления в комиксах Яйцеголовый появился в других медиа продуктах, включая мультсериалы, кино и видеоигры. В рамках медиафраншизы «Кинематографическая вселенная Marvel» роль Элайаса Старра исполнил Майкл Серверис.

## История публикаций
Яйцеголовый был создан сценаристами Стэном Ли и Ларри Либером, а также художником Джеком Кирби и впервые появился в комиксе Tales to Astonish #38 (Сентябрь 1962).

## Силы и способностей
Несмотря на отсутствие сверхчеловеческой силы, Элайас Старр обладает гениальным интеллектом. Он имеет обширные познания в области робототехники и инженерии и может усваивать новые знания со сверхчеловеческой скоростью. У Старра есть степень в области ядерной физики. Учёный разработал множество высокотехнологичного оружия и оборудования.

## Вне комиксов

### Телевидение
- Яйцеголовый, озвученный Робертом Корнеллом Латимером[9], появляется в эпизоде «Месть Яйцеголового» мультсериала «Мстители. Всегда вместе» (1999).
- Уэйн Найт озвучил Яйцеголового в мультсериале «Супергеройский отряд» (2009)[9], где тот является членом Смертельного Легиона Доктора Дума.
- Яйцеголовый появляется в эпизоде «Мстители, общий сбор!» (2013), где его озвучил Юрий Ловенталь[9].
- Сэм Ригел озвучил Яйцеголового в мультсериале «Человек-муравей» (2017)[9].

### Кино
- Элайас Старр, озвученный Хироки Тоти, появляется в анимационном фильме «Секретные материалы Мстителей: Чёрная вдова и Каратель» (2014).
- Майкл Серверис сыграл Элайаса Старра в фильме «Человек-муравей и Оса» (2018), действие которого разворачивается в рамках медиафраншизы «Кинематографическая вселенная Marvel»[6]. В прошлом работал на Щ.И.Т. и был коллегой Хэнка Пима и Билла Фостера. После того, как Пим уволил его, Старр украл разработанную ими технологию, чтобы создать портал в Квантовый мир и, тем самым, восстановить свою научную репутацию, в окружении жены Кэтрин и дочери Эйвы. Тем не менее, портал вышел из строя, в результате чего Элайс и Кэтрин погибли при взрыве, а у Эйвы произошёл «молекулярный дисбаланс».

### Видеоигры
Яйцеголовый является одним из игровых персонажей Lego Marvel’s Avengers (2016).

## Критика
Collider поместил Яйцеголового на 7-е место среди «10 самых глупых суперзлодеев Marvel и DC, которых невозможно воспринимать всерьёз».